# Cseterki Lajos
Cseterki Lajos (Nagyborszó, 1921. október 29. – Budapest, 1983. április 22.) szakszervezeti vezető, az Elnöki Tanács titkára, országgyűlési képviselő.

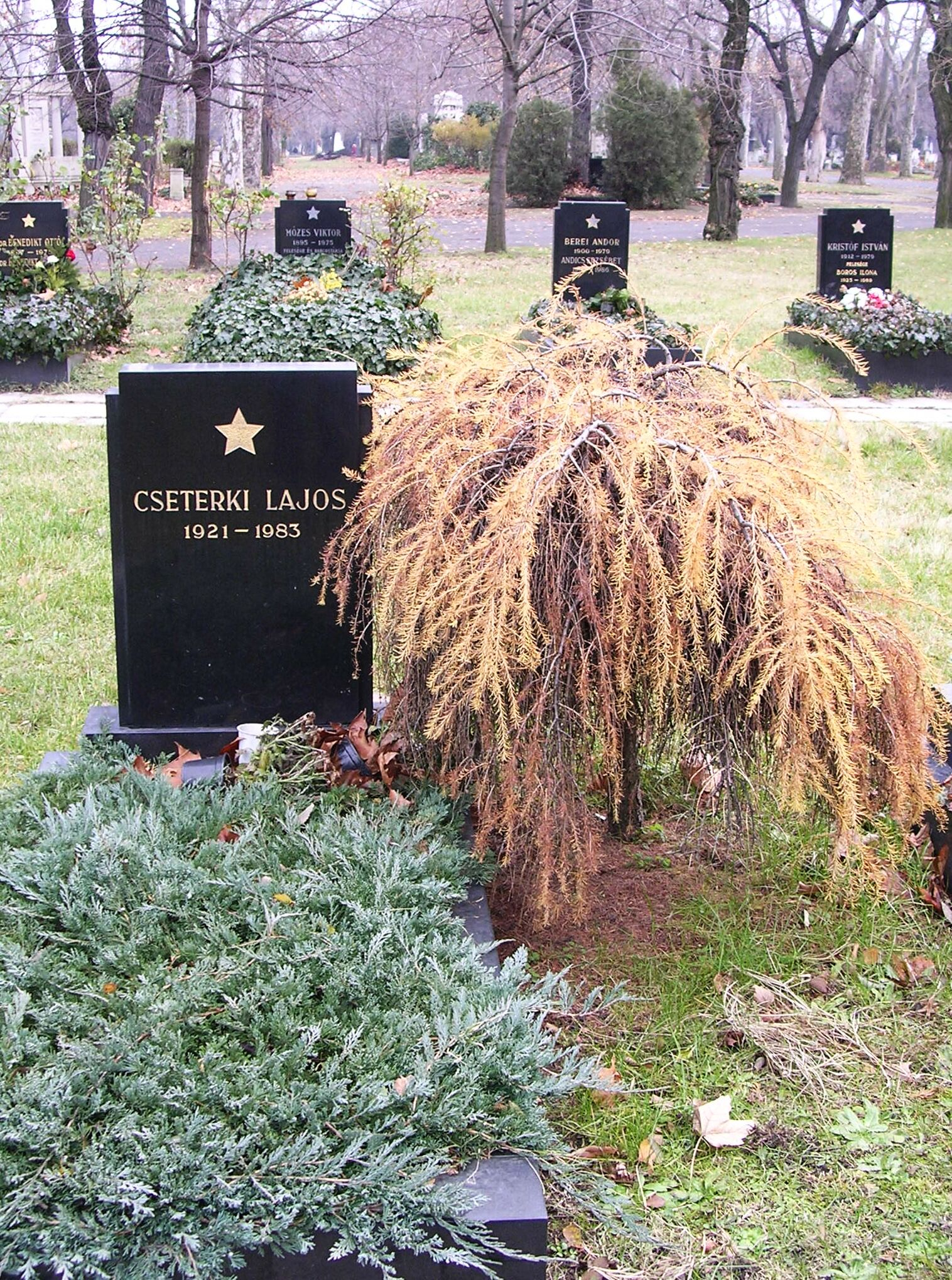
Sírja a Fiumei úti sírkertben (12-1-19)

## Életpályája
Eredetileg tanító volt, miután a kolozsvári tanítóképzőben szerzett oklevelet. 1944-ben a keleti fronton átszökött a szovjet csapatokhoz. 1944-ben belépett a kommunista pártba. 1947-ig a Szovjetunióban élt. Hazatérése után, 1947 és 1950 között a SZOT budapesti iskolájának előadója, majd vezetője volt. 1950-51-ben a Pártfőiskola tanára. 1951-53-ban a Pedagógus Szakszervezet főtitkára, 1953-56-ban a SZOT titkára. 1957-61-ben az MSZMP Fejér megyei, 1961-63-ban az MSZMP Borsod-Abaúj-Zemplén megyei Bizottságának első titkára, 1963-67-ben Központi Bizottságának titkára. 1967-től nyugalomba vonulásáig, 1978-ig az Elnöki Tanács titkára volt. 1959 és 1980 között az MSZMP Központi Bizottságának tagja; 1962 és 1966 között az MSZMP Politikai Bizottságának póttagja volt. 1958-tól haláláig volt országgyűlési képviselő. A Fiumei úti sírkertben, a nagy munkásmozgalmi parcellában temették el.

## Díjai, elismerései
- Miskolc díszpolgára